# Maulore
Maulore ist ein Stadtteil der osttimoresischen Stadt Ainaro im Suco Ainaro (Verwaltungsamt Ainaro, Gemeinde Ainaro).

## Geographie und Einrichtungen
Maulore liegt im Südwesten der Stadt Ainaro und gehört zur Aldeia Ainaro auf einer Meereshöhe von 841 m. Die Überlandstraße von Ainaro nach Cassa passiert das Viertel. Südlich schließt sich das Viertel Mauulo 1 in der Aldeia Builico an, nordöstlich das Stadtzentrum von Ainaro. Im Westen liegt die Aldeia Lugatú.
Mehrere Schulen befinden sich in dem Stadtviertel Maulore, darunter die Sekundarschule Geral Fernando Lassama de Araújo und die Grundschule Venancio Fras. Außerdem steht im Norden von Maulore die Polizeistation.